# Megascops colombianus
Megascops colombianus là một loài chim trong họ Strigidae.